# Liste der Ständigen Vertreter Tschechiens bei der NATO
Liste der ständigen Vertreter Tschechiens bei der Organisation des Nordatlantikvertrags (NATO) in Brüssel.

## Ständige Vertreter
- 1998–2005: Karel Kovanda
- 2005–2009: Štefan Füle
- 2009–2012: Martin Povejšil
- Seit 2011: Jiří Šedivý